# Región (Juan Benet)

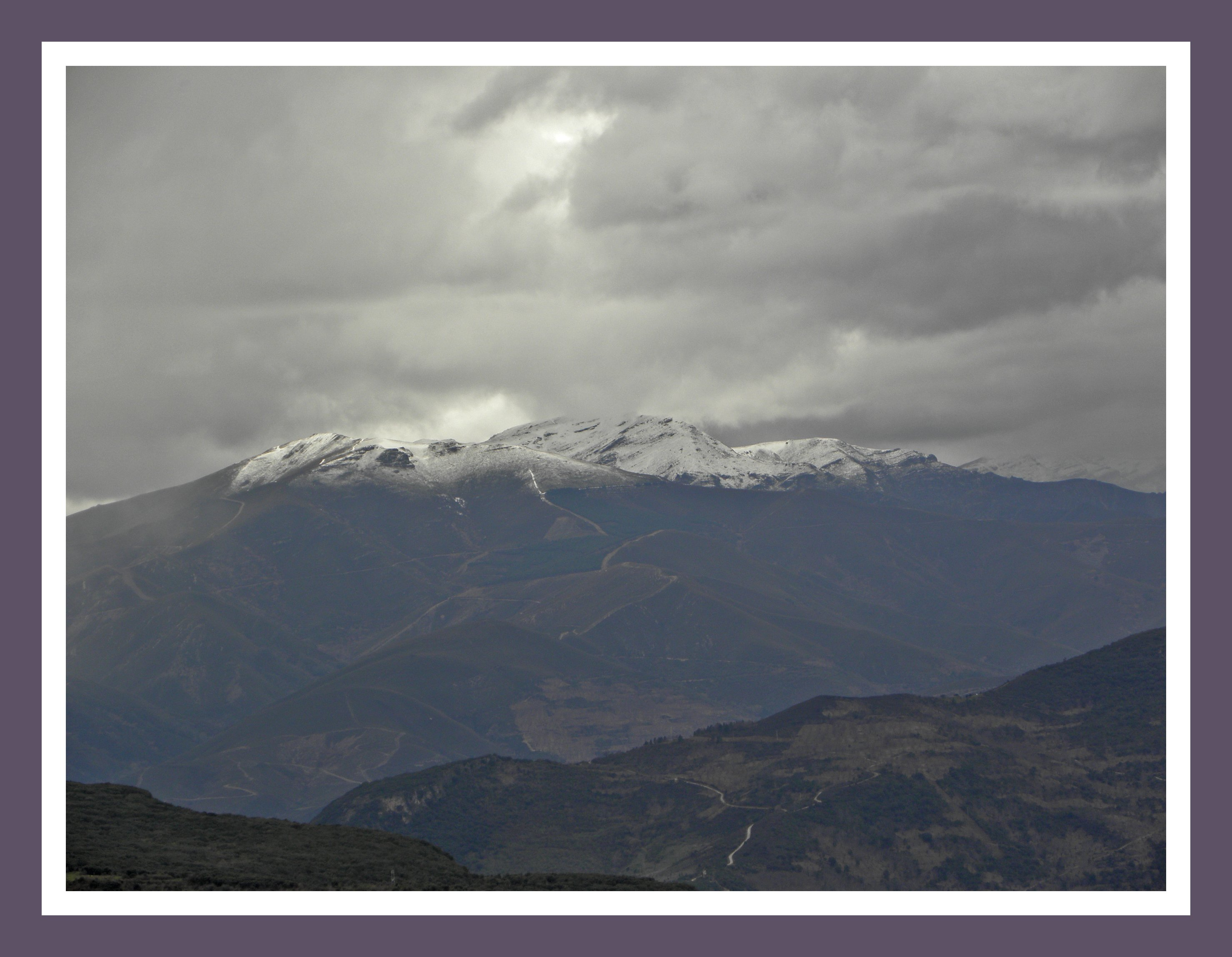
Algunos autores sitúan a Región en El Bierzo.

Región es un territorio ficticio creado por Juan Benet y ubicado en España. Se menciona por primera vez en el cuento Baalbec, una mancha, dentro del volumen de cuentos Nunca llegarás a nada. Estaría situado en el norte de la provincia de León; algunos autores lo ubican en las inmediaciones del río Porma, mientras que otros piensan que Región se encuentra en El Bierzo. En la obra de Benet se detallan aspectos de su geografía, fauna, flora, clima y de sus pobladores.
Las obras de Benet ambientadas en Región son Nunca llegarás a nada, Volverás a Región, La otra casa de Mazón, Una meditación, El aire de un crimen, Numa, una leyenda y Herrumbrosas lanzas. En la edición de 1983 del primer tomo de esta última obra se incluía un mapa de Región dibujado por el propio Benet a escala 1:150 000.